# Liste der politischen Parteien in Argentinien
Die Liste der Parteien in Argentinien führt alle landesweit anerkannten politischen Parteien in Argentinien sowie wichtige Wahlallianzen und Regionalparteien auf.

## Landesweit aktive Parteien
Liste aller anerkannten landesweit aktiven Parteien (Stand: Oktober 2011). Kursiv markierte Parteien standen im April 2013 nicht mehr auf der offiziellen Liste anerkannter Parteien.
| Name | Gründung | Mitglieder (2014) | polit. Ausrichtung                             | Anmerkungen |
| --- | -------- | ----------------- | ---------------------------------------------- | --- |
| Partido Justicialista (PJ)                                                                                      | 1946     | 3.531.445         | peronistisch                                   | Seit 2003 zersplittert in mehrere Flügel, die wechselnde Allianzen eingehen. Der kirchneristische Flügel ist Hauptakteur des Frente para la Victoria.                 |
| Unión Cívica Radical (UCR)                                                                                      | 1890     | 2.136.955         | sozialliberal                                  | Älteste noch existierende argentinische Partei. Seit 2001 spalteten sich mehrere Kleinparteien ab, darunter ARI, GEN und Recrear (heute PRO)                          |
| Partido Frente Grande                                                                                           | 1995     | 151.114           | sozialdemokratisch                             | Bis 2001 Teil der Allianz Frente País Solidario, seit 2007 Teil des Frente para la Victoria.                                                                          |
| Partido Socialista                                                                                              | 1896     | 125.617           | sozialdemokratisch                             | In den 1980er und 1990er Jahren gespalten in PSP und PS, 2002 wiedervereinigt                                                                                         |
| Propuesta Republicana (PRO)                                                                                     | 2010     | 107.944           | konservativ-liberal                            | Ging aus einer Wahlallianz der Regionalpartei Compromiso para el Cambio und der UCR-Abspaltung Recrear para el Crecimiento hervor.                                    |
| Movimiento Libres del Sur                                                                                       | 1995     | 52.513            | sozialdemokratisch, demokratisch-sozialistisch | Seit 2011 Teil des FAP. |
| Kolina | 2011     | 51.470            | linksperonistisch                              | |
| Coalición Cívica ARI (CC-ARI)                                                                                   | 2002     | 50.567            | sozialdemokratisch                             | Abspaltung von der UCR. Gegründet von Elisa Carrió |
| Partido de la Victoria                                                                                          | 2003     | 46.656            | linksperonistisch                              | Teil der Allianz Frente para la Victoria |
| Partido Intransigente                                                                                           | 1956     | 41.593            | sozialdemokratisch                             | UCR-Abspaltung, zuerst als UCR Intransigente, 1972 zwangsumbenannt. Seit 2007 im Frente para la Victoria integriert.                                                  |
| Movimiento de Integración y Desarrollo                                                                          | 1963     | 38.948            | Entwicklungspolitik (desarrollismo)            | UCR-Abspaltung, 2007 in die Koalition UNA eingetreten |
| Partido Demócrata Progresista                                                                                   | 1914     | 36.516            | zentristisch                                   | Besonders in der Provinz Santa Fe aktiv. |
| Generación para un Encuentro Nacional (GEN)                                                                     | 2011     | 33.678            | sozialdemokratisch                             | UCR-Abspaltung, besonders in der Provinz Buenos Aires aktiv |
| Movimiento Socialista de los Trabajadores                                                                       | 1994     | 33.054            | sozialistisch                                  | Abspaltung des MAS, bis 2003 in Izquierda Unida |
| Unión Popular                                                                                                   | 1986     | 32.610            | konservativ, rechtsperonistisch                | |
| Es Posible | 2010     | 27.969            | rechtsperonistisch                             | Teil der Wahlplattform von Alberto Rodríguez Saá. |
| Encuentro por la Democracia y la Equidad                                                                        |          | 25.789            | linksperonistisch                              | Teil des Frente para la Victoria. Bekannt auch unter dem Namen Nuevo Encuentro.                                                                                       |
| Movimiento Independiente de Justicia y Dignidad (bis 2012: Movimiento Independiente de Jubilados y Desocupados) | 2007     | 25.686            | sozialistisch                                  | Führende Piquetero-Gruppierung |
| Partido Conservador Popular                                                                                     | 1958     | 24.203            | konservativ                                    | |
| Instrumento Electoral por la Unidad Popular                                                                     |          | 23.719            | sozialdemokratisch                             | Bekannt unter dem Namen Unidad Popular. |
| Partido del Obrero                                                                                              | 1964     | 22.915            | trotzkistisch                                  | Einflussreich in der Piquetero-Bewegung, bildet mit der PTS und der IS die Allianz Frente de Izquierda y de los Trabajadores. Bekannt unter dem Namen Partido Obrero. |
| Partido Comunista de la Argentina                                                                               | 1918     | 22.895            | marxistisch-leninistisch                       | Älteste nennenswerte Abspaltung des Partido Socialista |
| Partido Humanista                                                                                               | 1983     | 22.637            | neo-humanistisch (siloistisch), grün           | |
| Nueva Izquierda                                                                                                 | 2011     | 21.757            | sozialistisch                                  | |
| Partido de la Cultura, la Educación y el Trabajo                                                                |          | 21.656            | Peronismus                                     | Abspaltung der PJ, eng mit dem Gewerkschaftsverband CGT verbunden |
| Partido Unión Celeste y Blanco                                                                                  | 2010     | 21.564            | rechtsperonistisch                             | |
| Movimiento al Socialismo                                                                                        |          | 21.516            | trotzkistisch                                  | |
| Izquierda por una Opción Socialista                                                                             | 2007     | 21.435            | sozialistisch, trotzkistisch                   | Bekannt unter dem Namen Izquierda Socialista. Teil der Allianz Frente de Izquierda y de los Trabajadores.                                                             |
| Partido Federal                                                                                                 | 1974     | 20.549            | föderalistisch                                 | |
| Partido Demócrata Cristiano                                                                                     | 1954     | 20.451            | christdemokratisch                             | |
| Partido de los Trabajadores Socialistas                                                                         | 1999     | 20.285            | trotzkistisch                                  | Bildet mit PO und IS die Allianz Frente de Izquierda y de los Trabajadores                                                                                            |
| Partido del Trabajo y del Pueblo                                                                                |          | 19.423            | sozialdemokratisch                             | |
| Partido Nacionalista Constitucional UNIR                                                                        | 1989     | 19.280            | nationalistisch                                | |
| Partido de la Concertación Forja                                                                                |          | 19.232            |                                                | Neugründung, die sich auf die UCR-nahe Gruppierung FORJA beruft. |
| Partido Solidario                                                                                               | 2008     | 19.232            | sozialdemokratisch, linksperonistisch          | Teil des Frente para la Victoria |
| Partido Socialista Auténtico                                                                                    | 1983     | 17.010            | sozialdemokratisch                             | Abspaltung des Partido Socialista, verweigerte 2002 wegen interner Differenzen die Wiedervereinigung mit den beiden anderen Abspaltungen.                             |
| Movimiento de Acción Vecinal                                                                                    | 2007     | 12.201            | konservativ                                    | Hauptsächlich in der Provinz Córdoba aktiv, arbeitet dort mit den Peronisten zusammen.                                                                                |

## Wichtige Wahlallianzen
Seit der Argentinien-Krise hat sich die parteipolitische Situation in Argentinien destabilisiert. In der Folge kam es bei allen Präsidentschaftswahlen zu Wahlallianzen, die teilweise nicht mehr den herkömmlichen parteilichen Abgrenzungen entsprechen. Die nachfolgende Infobox führt einige wichtige Wahlallianzen auf:
| Name                                  | Gründung | Parteien                                                                                             | polit. Ausrichtung                        | Anmerkungen |
| ------------------------------------- | -------- | --- | ----------------------------------------- | --- |
| Cambiemos / Juntos por el Cambio      | 2015     | UCR, CC-ARI, PRO                                                                                     | liberal, konservativ                      | Wahlallianz für die Präsidentschaftswahl 2015. Stellt mit Mauricio Macri den Präsidenten. Ab 2019 unter dem Namen Juntos por el Cambio. |
| Coalición Cívica                      | 2007     | ARI, Teile der UCR, PAIS, bis 2011 auch GEN und PS                                                   | sozialdemokratisch                        | Als einzige wichtige Allianz fest in einer Confederación zusammengeschlossen.                                                           |
| Frente Amplio Progresista             | 2011     | PS, Libres del Sur, GEN, Regionalparteien                                                            | sozialdemokratisch, linksliberal          | 2011 zum Anlass der Präsidentschaftswahl gegründet.                                                                                     |
| Frente de Todos / Unión por la Patria | 2019     | Teile des PJ (vor allem dem Kirchnerismo angehörend) und Frente Renovador                            | links                                     | Wahlallianz siegreich bei den Präsidentschaftswahlen 2019. Für die Präsidentschaftswahlen 2023 in Unión por la Patria umbenannt.        |
| Frente para la Victoria (FPV)         | 2003     | Teile des PJ, Frente Grande, Partido de la Victoria, Partido Intransigente, Kolina, Regionalparteien | sozialdemokratisch-peronistisch           | Wahlallianz |
| La Libertad Avanza                    | 2021     | Partido Libertario, Partido Demócrata, Unión Celeste y Blanco, Partido Renovador Federal             | rechts bis rechtsextrem, ultrakonservativ | Wahlallianz siegreich bei den Präsidentschaftswahlen 2023.                                                                              |
| Unión para el Desarrollo Social       | 2011     | UCR und Partido Unión Celeste y Blanco                                                               | zentristisch                              | Wahlallianz für die Präsidentschaftswahl 2011.                                                                                          |

## Bedeutende Regionalparteien
- Movimiento Popular Fueguino (MOPOF) ist eine Regionalpartei aus Tierra del Fuego. Sie ist politisch uneinheitlich positioniert und befindet sich seit ihrer Gründung in der Opposition.
- Movimiento Popular Jujeño (MOPOJ) ist eine Regionalpartei aus der Provinz Jujuy, die zwar bisher noch nie die Regierung der Provinz übernehmen konnte, jedoch traditionell eine bedeutende Oppositionspartei in dieser Provinz darstellt. Sie ist eher dem linken Spektrum zuzurechnen und vertritt die Belange der Provinzbevölkerung.
- Movimiento Popular Neuquino (MOPON) ist eine Regionalpartei aus Neuquén. Sie ist dem rechtskonservativen Spektrum zuzurechnen und stellt derzeit mit Jorge Sapag den Regierungschef in Neuquén.
- Partido Nuevo ist eine Regionalpartei aus Córdoba. Sie ist politisch uneinheitlich positioniert (ein Teil unterstützt auf Landesebene die Peronisten, ein Teil die UCR) und wurde 2003 als Oppositionsplattform gegen die in der Provinz regierenden Peronisten gegründet. Sie ist in ihrer Heimatprovinz eine der drei stärksten Kräfte.
- Partido Unidad Federalista ist eine rechtskonservative Regionalpartei aus der Provinz Buenos Aires, die mit dem Modin alliiert ist. Ihr Präsident und einziger Abgeordneter im Nationalkongress, Luis Patti, war zeitweise wegen Verbrechen in der Militärdiktatur (1976–1983) inhaftiert, wurde aber gegen Kaution im April 2008 freigelassen, um sein Mandat antreten zu können.[3]